# Tư bản cố định
Trong kinh tế chính trị cổ điển, tư bản cố định là bộ phận tư bản được biểu hiện dưới hình thái giá trị của những máy móc, thiết bị, nhà xưởng.... Tham gia toàn bộ vào quá trình sản xuất, nhưng giá trị của nó không chuyển hết một lần mà chuyển dần từng phần vào sản phẩm trong quá trình sản xuất.
Đặc điểm của tư bản cố định là về hiện vật, nó luôn cố định trong quá trình sản xuất, chỉ có giá trị của nó là tham gia vào quá trình lưu thông cùng sản phẩm. Hơn nữa cũng chỉ lưu thông từng phần, một phần vẫn bị cố định trong tư liệu lao động, phần này không ngừng giảm xuống cho đến khi nó chuyển hết giá trị vào sản phẩm.
Cần phân biệt tư bản cố định với tư bản bất biến. Khái niệm sau là một phát hiện của kinh tế chính trị Marxism. Nếu tư bản cố định không bao gồm các nguyên liệu mà giá trị chuyển hết một lần vào sản phẩm trong quá trình sản xuất, thì tư bản bất biến bao gồm cả nguyên liệu. Tư bản bất biến là tư bản vật chất, để phân biệt với tư bản khả biến là tư bản bỏ ra mua sức lao động.
Khái niệm tư bản cố định tương tự khái niệm chi phí cố định trong kinh tế học vi mô hay còn gọi định phí trong kinh doanh và kế toán.